# Liechtenstein (Familienname)
Liechtenstein ist der Familienname folgender Personen:

## Namensträger
- Alexander von und zu Liechtenstein (1929–2012), Prinz des hochadeligen Hauses Liechtenstein, Unternehmer und Schlossherr
- Alfred von und zu Liechtenstein (1842–1907), österreichischer Politiker
- Alfred von und zu Liechtenstein (1875–1930) (1875–1930), liechtensteinischer Regierungschef
- Alois I. (Liechtenstein) (1759–1805), Fürst von Liechtenstein
- Alois II. (Liechtenstein) (1796–1858), Fürst von Liechtenstein
- Alois von und zu Liechtenstein (1780–1833) (1780–1833), k.k. Feldzeugmeister
- Alois von und zu Liechtenstein (1869–1955) (1869–1955), k.u.k. Oberstleutnant der Kavallerie
- Alois von und zu Liechtenstein (Erbprinz) (* 1968), Erbprinz von Liechtenstein
- Alois Gonzaga von Liechtenstein (1780–1833), österreichischer Feldzeugmeister
- Aloys von Liechtenstein (1846–1920), österreichischer Politiker
- Aloysia von Liechtenstein (1838–1920), liechtensteinische Adlige, Prinzessin von und zu Liechtenstein
- Angela von und zu Liechtenstein (* 1958), liechtensteinische Prinzessin
- Constantin von Liechtenstein (1911–2001), liechtensteinischer Adeliger, Mitglied der fürstlichen Familie Liechtensteins und Olympiateilnehmer
- Constantin von und zu Liechtenstein (1972–2023), liechtensteinischer Prinz und Unternehmer
- Eduard Franz von Liechtenstein (1809–1864), österreichischer Feldmarschall-Leutnant
- Eleonore von Liechtenstein (1745–1812), Salonière
- Emanuel von und zu Liechtenstein (1700–1771), Obersthofmeister der Kaiserin Amalie Wilhelmine
- Franz de Paula von und zu Liechtenstein (1802–1887), österreichischer General
- Friedrich Liechtenstein (eigentlich Hans-Holger Friedrich; * 1956), deutscher Musiker und Entertainer
- Georg von Liechtenstein (* um 1360; † 1419), Fürstbischof von Trient
- Gundaker von Liechtenstein (1580–1658), Herrschaftsbesitzer und Hofbeamter, 1. Fürst von Liechtenstein
- Hans von Liechtenstein (1910–1975), liechtensteinischer Jäger, Künstler und zoologischer Forscher
- Hans-Adam II von Liechtenstein (* 1945), aktueller Regent Liechtensteins
- Joseph Wenzel von und zu Liechtenstein (* 1995), Liechtensteiner Erbnachfolger
- Karl I. (Liechtenstein) (1569–1627), Fürst von Liechtenstein
- Karl Borromäus von Liechtenstein (1730–1789), kaiserlich österreichischer Feldmarschall
- Karl Eusebius von Liechtenstein (1611–1684), Fürst von Liechtenstein
- Karl Johann Anton von Liechtenstein (1803–1871), Regent des Fürstentums Liechtenstein
- Karl Borromäus von Liechtenstein (1730–1789), Feldmarschall
- Karl Franz Rudolph von Liechtenstein (1790–1865), Träger vom Orden vom Goldenen Vlies
- Karl Joseph Emanuel Albinus von Liechtenstein (1765–1795), Direktor der Kabinettskanzlei
- Karl von und zu Liechtenstein (1765–1795), Direktor der Kabinettskanzlei unter Kaiser Leopold II.
- Konrad von Liechtenstein († 1354), Bischof von Chiemsee
- Maria-Pia Liechtenstein, Prinzessin von und zu Liechtenstein (* 1960), liechtensteinische Diplomatin
- Maria Theresia von Liechtenstein (1694–1772), Fürstin
- Marie von und zu Liechtenstein (1940–2021), Ehefrau von Fürst Hans-Adam II. von und zu Liechtenstein
- Maximilian von Liechtenstein (1578–1643), kaiserlicher General
- Maximilian von und zu Liechtenstein (* 1969), liechtensteinischer Manager, zweiter Sohn des regierenden Fürsten
- Moritz von und zu Liechtenstein (1775–1819), österreichischer Feldmarschall-Leutnant
- Nikolaus von und zu Liechtenstein (* 1947), liechtensteinischer Botschafter
- Nora von Liechtenstein (* 1950), liechtensteinisches IOC-Mitglied
- Rose Liechtenstein (1887–1955), deutsche Schauspielerin
- Rudolf von Liechtenstein (Landeshauptmann), Landeshauptmann von Kärnten
- Rudolf von Liechtenstein (Obersthofmeister) (1838–1908), österreichischer General und Obersthofmeister
- Sophie Esterházy-Liechtenstein (1798–1869), österreichische Oberhofmeisterin und Hofdame
- Stefan von und zu Liechtenstein (* 1961), liechtensteinischer Botschafter in Berlin
- Tatjana von und zu Liechtenstein (* 1973), liechtensteinische Prinzessin
- Ulrich von Liechtenstein (um 1200–1275), deutscher Minnesänger
- Therese von Liechtenstein (1850–1938), Prinzessin von und zu Liechtenstein und Prinzessin von Bayern
- Vincenz Liechtenstein (1950–2008), österreichischer Politiker